# Pilou Asbæk
Johan Philip Asbæk, dit Pilou Asbæk [pʰiˈlu ˈæspɛk] est un acteur danois, né le 2 mars 1982 à Copenhague.
Il est surtout connu pour son rôle du spin doctor Kasper Juul dans la série danoise Borgen, une femme au pouvoir et celui d'Euron Greyjoy dans la série américaine Game of Thrones.

## Biographie

### Jeunesse
Pilou Asbæk est né à Copenhague, fils des galeristes Maria Patricia (née Tonn) et Jacob A. Asbæk qui dirigent la Galerie Asbæk dans la capitale. Sa mère est née à Casablanca d'un père danois et d'une mère française,. Son père vient de Hammel. Il a deux frères aînés Thomas Asbæk, consultant artistique chez Asbæk Art Consulting, et Martin Asbæk, galeriste de Martin Asbæk Gallery.
Il est pensionnaire à l’école de Herlufsholm (Herlufsholm Skole og Gods) sur le fleuve Suså à Næstved, où il s’engage dans les productions théâtrales. Il est diplômé de l'École nationale de théâtre du Danemark (Statens Teaterskole) en 2008.

### Carrière

#### Télévision
En 2009, Pilou Asbæk interprète le soldat David Grüner dans un épisode de la seconde saison de The Killing (Forbrydelsen).
Entre 2010 et 2013, il tient le rôle du spin doctor Kasper Juul dans la série Borgen, une femme au pouvoir (Borgen), écrite par Tobias Lindholm sur la politique et la Première ministre du Danemark. Sa performance est honorée par les critiques. En 2014, la Danmarks Radio des fonds publics danois lui confie le rôle de Didrich, le propriétaire souffrant du trouble de stress post-traumatique dans la série onéreuse 1864 : Amour et trahisons en temps de guerre.
En 2016, il joint la distribution de HBO pour la série télévisée américaine Game of Thrones dans le rôle d’Euron Greyjoy en pleine sixième saison.
À la mi-juin 2021, lors de l'événement Geeked Week de Netflix, il fait partie du projet de la série d'animation Twilight of the Gods, prêtant sa voix au personnage, Thor.
En 2025, il est Le Mulet dans la saison 3 de la série d'Apple TV+ Foundation

#### Cinéma

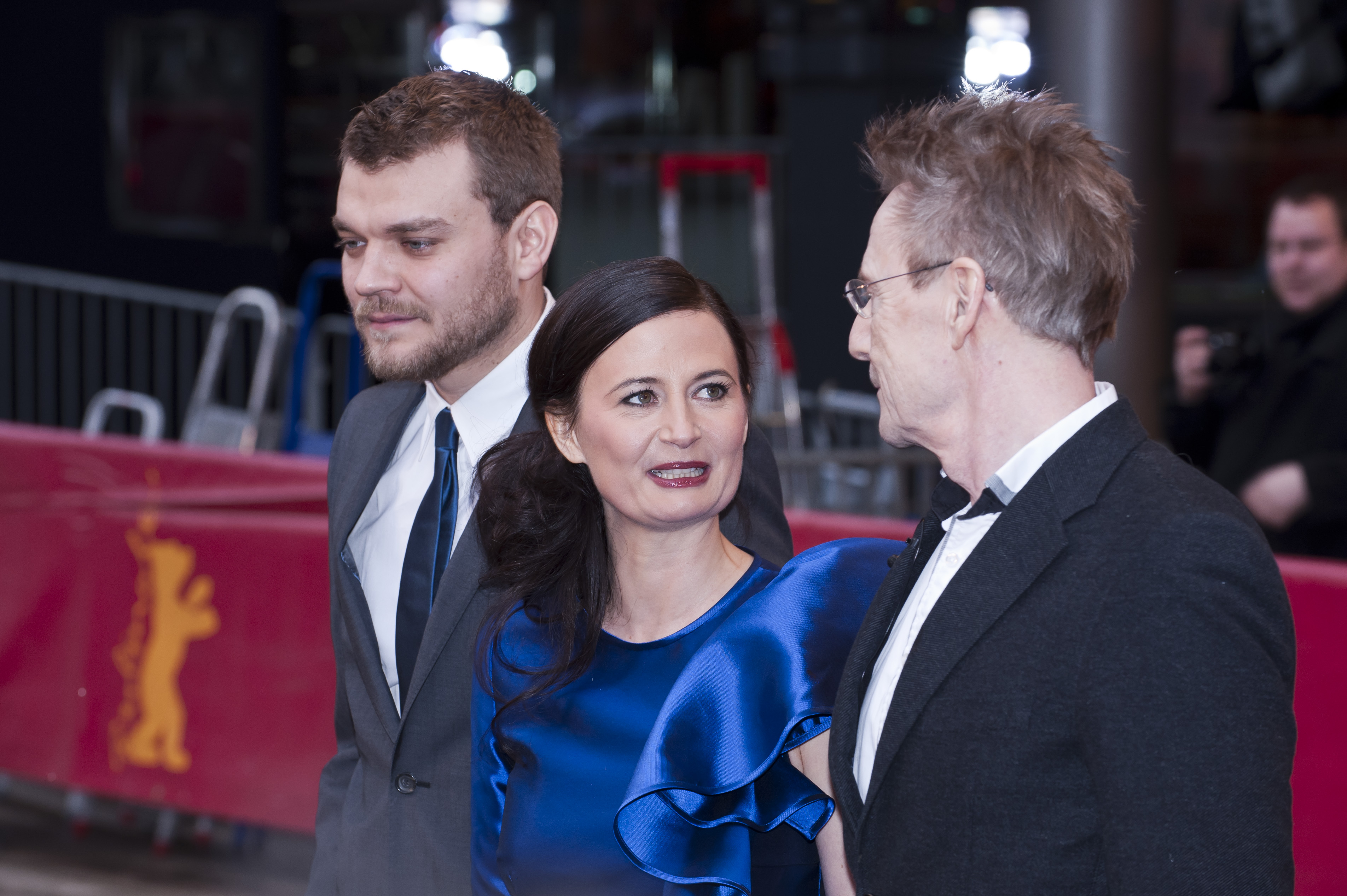
Pilou Asbæk, avec Pernille Fischer Christensen et Jesper Christensen, à la Berlinale 2010.

En 2010, Pilou Asbæk tient un rôle dans le long métrage danois R de Tobias Lindholm et Michael Noer, dépeignant la pénible expérience sur la prison. Il est filmé dans le style Dogme95. L’acteur rejoint Tobias Lindholm pour son autre film inspiré de faits réels Hijacking (Kapringen), thriller psychologique sur la piraterie somalienne pour lequel il prend du poids imprégnant le rôle.
En 2013, il endosse les costumes du célèbre magnat danois Simon Spies, connu pour la fondation de la compagnie charter Spies Rejser et de sa société de transport aérien Conair de Scandinavie, pour le film Spies et Glistrup — ou Sex, Drugs & Taxation pour les festivals — (Spies & Glistrup) de Christoffer Boe, aux côtés de l’acteur Nicolas Bro qui y interprète Mogens Glistrup.

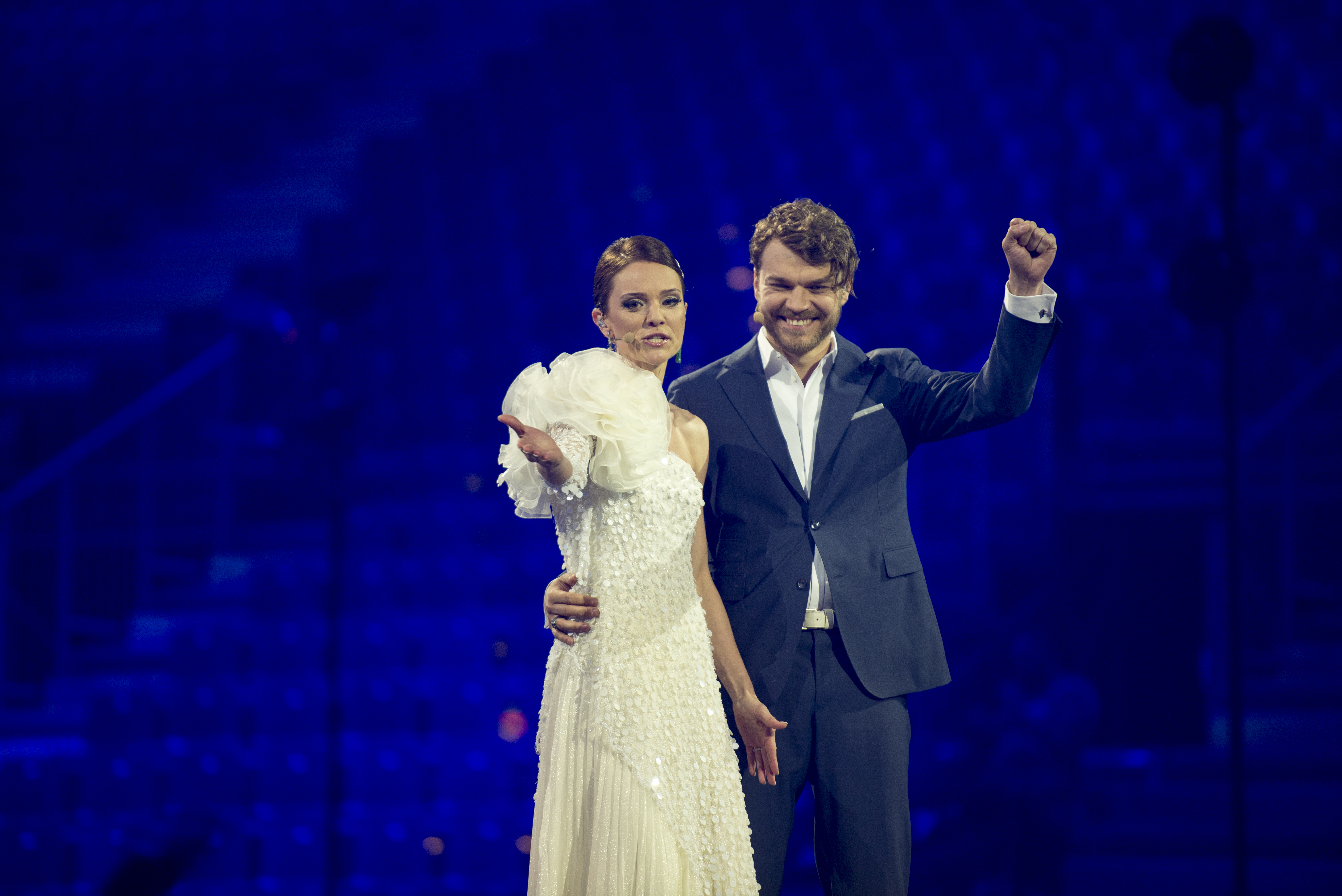
Lise Rønne et Pilou Asbæk au Concours Eurovision de la chanson, en 2014.

En 2014, il est engagé par Luc Besson pour son film Lucy, aux côtés de Scarlett Johansson. Dans la même année, il joint le réalisateur Bille August pour son Stille hjerte. En mai 2014, il coprésente le 59e Concours Eurovision de la chanson en direct de Copenhague, avec Nikolaj Koppel et Lise Rønne.
En 2015, il retrouve Tobias Lindholm pour A War (Krigen) dans le rôle d’un soldat à Afghanistan. Ce film est présenté à la Mostra de Venise en septembre de la même année.
En 2016, il endosse les costumes de Ponce Pilate pour la nouvelle version Ben-Hur de Timur Bekmambetov, ainsi que La Grande Muraille (The Great Wall) de Zhang Yimou.
En 2017, il joue Batou dans Ghost in the Shell de Rupert Sanders, dans lequel il retrouve Scarlett Johansson.

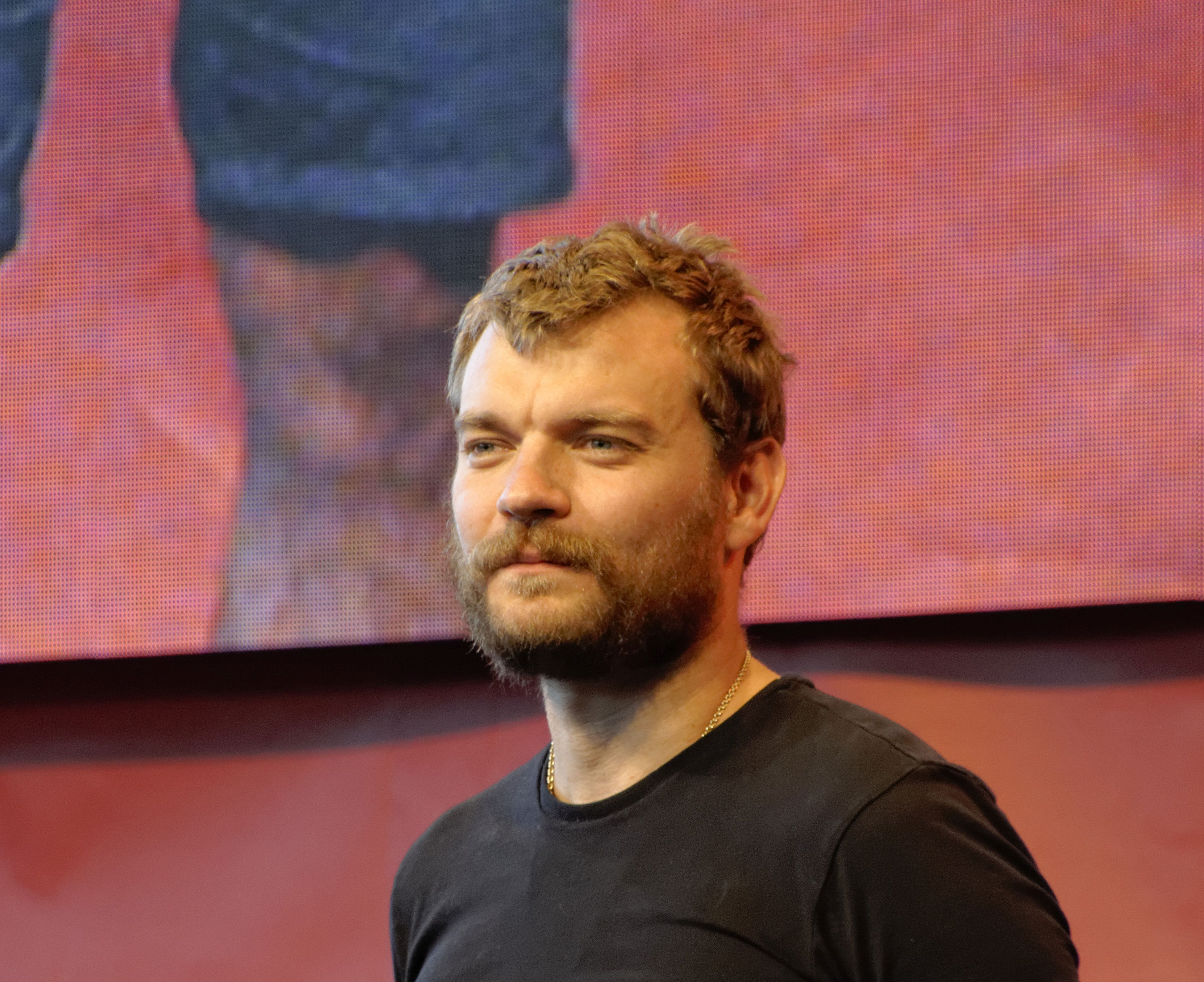
Pilou Asbæk au Comic Con 2018 (Allemagne).

En 2018, il incarne un capitaine nazi sadique dans le film d'action d'horreur Overlord de Julius Avery. Il retrouvera ce dernier, en 2020, pour le film de super-héros Samaritan dans lequel il joue aux côtés de Sylvester Stallone.
En avril 2021, il entre en négociations pour un rôle, celui du roi Kordax, dans le film de super-héros, Aquaman et le Royaume perdu (Aquaman and the Lost Kingdom, 2023) de James Wan. En août, il se joint à la distribution du film d'horreur, Salem (Salem's Lot) de Gary Dauberman, dans le rôle de Richard Straker.
En février 2022, il fait une petite apparition, incarnant Gage, dans la deuxième scène post-générique du film Uncharted signé Ruben Fleischer.

### Vie privée
L’épouse de Pilou Asbæk est la dramaturge Anna Bro, avec qui il vit depuis 2008.
Le surnom Pilou vient de sa mère d’origine française, c’est le diminutif de Philip, parce qu’il est son plus jeune fils.
Son grand-père est l’artiste danois Kurt Trampedach (1943-2013).

## Politique
En mai 2021, Pilou Asbæk publie une tribune dans le journal Berlingske pour critiquer la politique migratoire du gouvernement social-démocrate de Mette Frederiksen. En janvier 2022, il annonce adhérer aux sociaux-démocrates, notamment pour tenter d'en infléchir la ligne en matière migratoire.

## Filmographie

### Longs métrages
- 2008 : To verdener de Niels Arden Oplev : Teis
- 2008 : Comeback d’Ulrik Wivel
- Z008 : Crying for Love (Dig og mig) de Christian E. Christiansen : Oliver
- 2009 : Monster Busters (Monsterjægerne) de Martin Schmidt : Søren
- 2010 : R de Tobias Lindholm et Michael Noer : Rune
- 2010 : En famille (En familie) de Pernille Fischer Christensen : Peter
- 2010 : Seule contre tous (The Whistleblower)[22] de Larysa Kondracki : Bas
- 2011 : Bora Bora de Fabian Wullenweber : Jim
- 2012 : Hijacking (Kapringen) de Tobias Lindholm : Mikkel Hartmann
- 2013 : Spies et Glistrup (Spies & Glistrup) de Christoffer Boe : Simon Spies
- 2014 : Lucy de Luc Besson : Richard
- 2014 : Kapgang de Niels Arden Oplev : Onkel Kristian
- 2014 : Les Enquêtes du département V : Profanation (Fasandræberne) de Mikkel Nørgaard : Ditlev Pram
- 2014 : Stille hjerte de Bille August : Dennis
- 2015 : 9 avril (9. April) de Roni Ezra : le lieutenant Sand
- 2015 : A War (Krigen) de Tobias Lindholm : Claus Michael Pedersen
- 2016 : Ben-Hur de Timur Bekmambetov : Ponce Pilate
- 2016 : La Grande Muraille (The Great Wall) de Zhang Yimou : Bouchard
- 2017 : Ghost in the Shell de Rupert Sanders : Batou
- 2017 : Woodshock de Kate Mulleavy et Laura Mulleavy : Keith
- 2018 : Hypnose (The Guardian Angel)  d’Arto Halonen : Anders Olsen
- 2018 : Overlord de Julius Avery : Wafner
- 2020 : Run Sweetheart Run de Shana Feste : Ethan
- 2021 : Zone hostile (Outside the Wire) de Mikael Håfström : Victor Koval
- 2021 : Project X-Traction de Scott Waugh : Owen Paddock
- 2022 : Uncharted de Ruben Fleischer : Gage (scène post-générique)
- 2022 : Le Samaritain (Samaritan) de Julius Avery : Cyrus
- 2023 : Aquaman et le Royaume perdu (Aquaman and the Lost Kingdom) de James Wan : roi Kordax
- 2024 : Salem (Salem's Lot) de Gary Dauberman : Richard Straker

### Courts métrages
- 2008 : Nowhere Man[22] de Sune Lykke Albinus : Medvirkende[23]
- 2008 : Winter[22] de Johan Knattrup Jensen : Winter[23]
- 2009 : Den Fremmede de Nuka Woelk : Den Mørkhårede
- 2010 : Venus de Tor Fruergaard : Rasmus (voix)

### Séries télévisées
- 2008 : Deroute[22] : Mulvad (3 épisodes)
- 2009 : The Killing (Forbrydelsen) : David Grüner (saison 2, épisode 3)
- 2009 : Blekingegade[22] : Carsten Nielsen (3 épisodes)
- 2010–2013 Borgen, une femme au pouvoir (Borgen) : Kasper Juul (29 épisodes)
- 2013 : The Borgias : Paolo Orsini (7 épisodes)
- 2014 : 1864 - Amour et trahisons en temps de guerre : Didrich (8 épisodes)
- 2016 : Stag : Neils (saison 1, épisode 1)
- 2016–2019 : Game of Thrones : Euron Greyjoy (9 épisodes)
- 2020 : Meyerheim og stjernerne
- 2020 : L'Affaire Kim Wall (Efterforskningen) : Jakob Buch-Jepsen (6 épisodes)
- 2024 : Twilight of the Gods : Thor
- 2025 : Foundation (saison 3) : Le Mulet

## Distinctions
- Bodil 2011 : meilleur acteur pour R[24]
- Berlinale 2011 : Shooting Star pour R[25],[26]
- People's Choice Award du meilleur acteur dans un second rôle pour R
- Roberts 2011 : meilleur acteur pour R
- Ove Sprogøe Prisen 2012[27]
- Bodil 2015 : meilleur acteur dans un second rôle pour Stille hjerte

## Voix francophones
En version française, Pilou Asbæk est régulièrement doublé par Boris Rehlinger, lui prêtant sa voix successivement dans Borgen, 1864, Uncharted, Le Samaritain, Cours ma jolie, cours, Hidden Strike et Salem. En parallèle, Jochen Hägele (en) l'a également doublé à deux occasions, dans Ghost in the Shell et Overlord tout comme Frédéric Souterelle dans Game of Thrones et Aquaman et le Royaume perdu.
À titre exceptionnel, l'acteur est doublé par Loïc Houdré dans Lucy, Félicien Juttner dans Les Enquêtes du département V : Profanation, Thibaut Lacour dans A War, Julien Sibre dans Ben-Hur et Yann Sundberg dans Zone hostile.